# Tenthredinidae
Famille
Les Tenthredinidae sont une famille d'insectes de l'ordre des hyménoptères et du sous-ordre des symphytes, appelés aussi tenthrèdes.

## Classification
Cette famille Tenthredinidae est décrite par Pierre André Latreille en 1818,.

## Présentation
Les tenthrèdes sont très variées en forme et en couleur. Elles sont souvent marquées comme des guêpes mais l'absence de rétrécissement entre le thorax et l'abdomen permet de les différencier. Comme elles ne peuvent pas piquer, ce phénomène est classiquement interprété comme un cas typique de mimétisme.
Cette famille d'hyménoptères aux larves phytophages est composée, selon certaines classifications, de six sous-familles.

## Liste des sous-familles
Selon Fauna Europaea :
- Allantinae
- Blennocampinae
- Heterarthrinae
- Nematinae
- Selandriinae
- Tenthredininae

## Liste des genres
Selon ITIS :
- genre Allantus Jurine, 1807
- genre Ametastegia Costa, 1882
- genre Caliroa Costa, 1859
- genre Cladius Illiger, 1807
- genre Croesus souvent orthographié Craesus Leach, 1817
- genre Endelomyia Ashmead, 1898
- genre Erythraspides Ashmead, 1898
- genre Fenusa Leach, 1817
- genre Hemichroa Stephens, 1835
- genre Hoplocampa Hartig, 1837
- genre Monophadnoides Ashmead, 1898
- genre Nematus Panzer, 1801
- genre Pachynematus Konow, 1890
- genre Phyllocolpa Benson, 1960
- genre Pikonema Ross, 1937
- genre Pontania Costa, 1859
- genre Pristiphora Latreille, 1810
- genre Tethida Ross, 1937
- genre Tomostethus Konow, 1886

### Publication originale
- Latreille, P. A. (Pierre André), 1762-1833, Buffon, Georges Louis Leclerc, comte de, Sonnini, C. S. (Charles Sigisbert), 1751-1812, Jacques Eustache de Sève, Histoire naturelle, générale et particulière des crustacés et des insectes (publication), Inconnu, Paris, 1805.